# Лон Нон
Лон Нон (кхмер. លន់ ណុន; 18 апреля 1930 — 1975, Пномпень) — политический деятель Камбоджи, младший брат премьер-министра Кхмерской Республики Лон Нола.
Будучи членом Национального собрания, Лон Нон поддерживал своего брата Лон Нола и принца Сисоват Сирик Матака в намерении отстранить от власти короля Нородом Сианука. Его другой брат, Лон Нил, также являлся их сторонником, однако во время инспекционной поездки в провинцию Кампонгтям в марте 1970 года, был схвачен деревенскими жителями, поддерживавшими Сианука, и жестоко убит.
В 1973 году, после того, как Лон Нон был вынужден покинуть Камбоджу, его супруга была задержана в аэропорту Орли в Париже с суммой в 170 тыс. долларов США наличными (100-долларовыми банкнотами) при попытке вылететь к мужу в США.
Лон Нон отказался покидать Камбоджу, как к тому его призывало американское правительство и продолжал работать вместе с Лонг Боретом и Сирик Матаком в рамках соглашения о прекращении огня с целью остановить вооружённый конфликт с «красными кхмерами». Лон Нон не прекращал свою деятельность несмотря на то, что его имя значилось в «списке смертников», подлежащих немедленному уничтожению после прихода к власти «красных кхмеров», который был обнародован Сиануком из Пекина. Лон Нона считают спонсором группировки MONATIO, пытавшейся присоединиться к «красным кхмерам» в момент их вступления в Пномпень 17 апреля 1975 г.
Лон Нон, Сирик Матак и Лонг Борет продолжали исполнять свои обязанности вплоть до 17 апреля 1975 года, когда в Пномпень вошли отряды «красных кхмеров». После этого все они были арестованы и допрошены в здании Министерства информации.
Вскоре после этого заместитель командира фронта «красных кхмеров» Кой Тхуон организовал в отеле Монором «Комитет по вычищению врагов», первым действием которого был приказ о немедленном уничтожении Лон Нона и других ключевых фигур прежнего режима. Лон Нон и члены его семьи были казнены на стадионе Сёркль Спортиф (Cercle Sportif) в Пномпене.